# 拉巴尔德瑟米伊
拉巴尔德瑟米伊（法語：La Barre-de-Semilly，法語發音：[la baʁ də səmiji]）是法国芒什省的一个市镇，属于圣洛区。

## 地理
拉巴尔德瑟米伊（49°6'41"N, 1°2'3"W）面积7.74 平方千米，位于法国诺曼底大区芒什省，该省份为法国西北部沿海省份，西、北、东北三面环大西洋，东起顺时针与卡爾瓦多斯省、奧恩省、马耶讷省和伊勒-维莱讷省接壤。
与拉巴尔德瑟米伊接壤的市镇（或旧市镇、城区）包括：圣皮埃尔德瑟米伊、圣安德烈德莱皮讷、圣让代勒、圣洛、维尔河畔孔代。

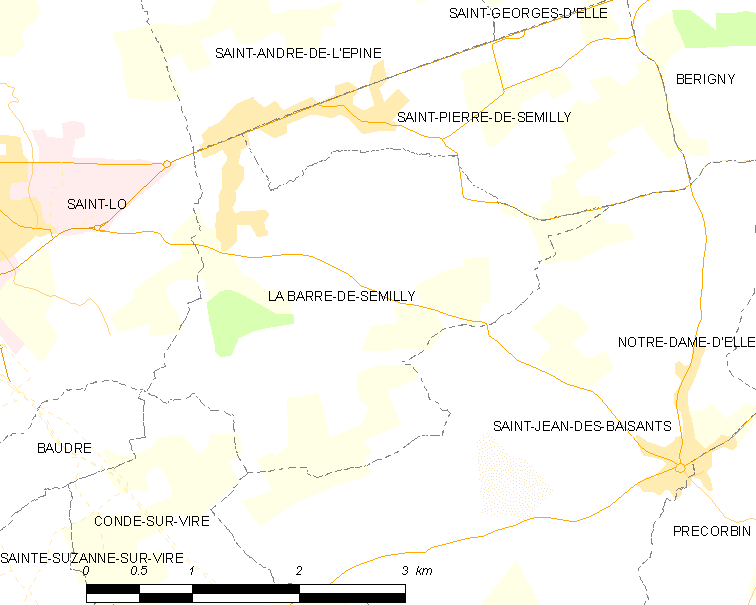
拉巴尔德瑟米伊的OSM定位图

拉巴尔德瑟米伊的时区为UTC+01:00、UTC+02:00（夏令时）。

## 行政
拉巴尔德瑟米伊的邮政编码为50810，INSEE市镇编码为50032。

## 政治
拉巴尔德瑟米伊所属的省级选区为圣洛第二县。

## 人口

1962-2008年间拉巴尔德瑟米伊人口变化图示

拉巴尔德瑟米伊于2022年1月1日时的人口数量为1033人。